# Café Marquardt

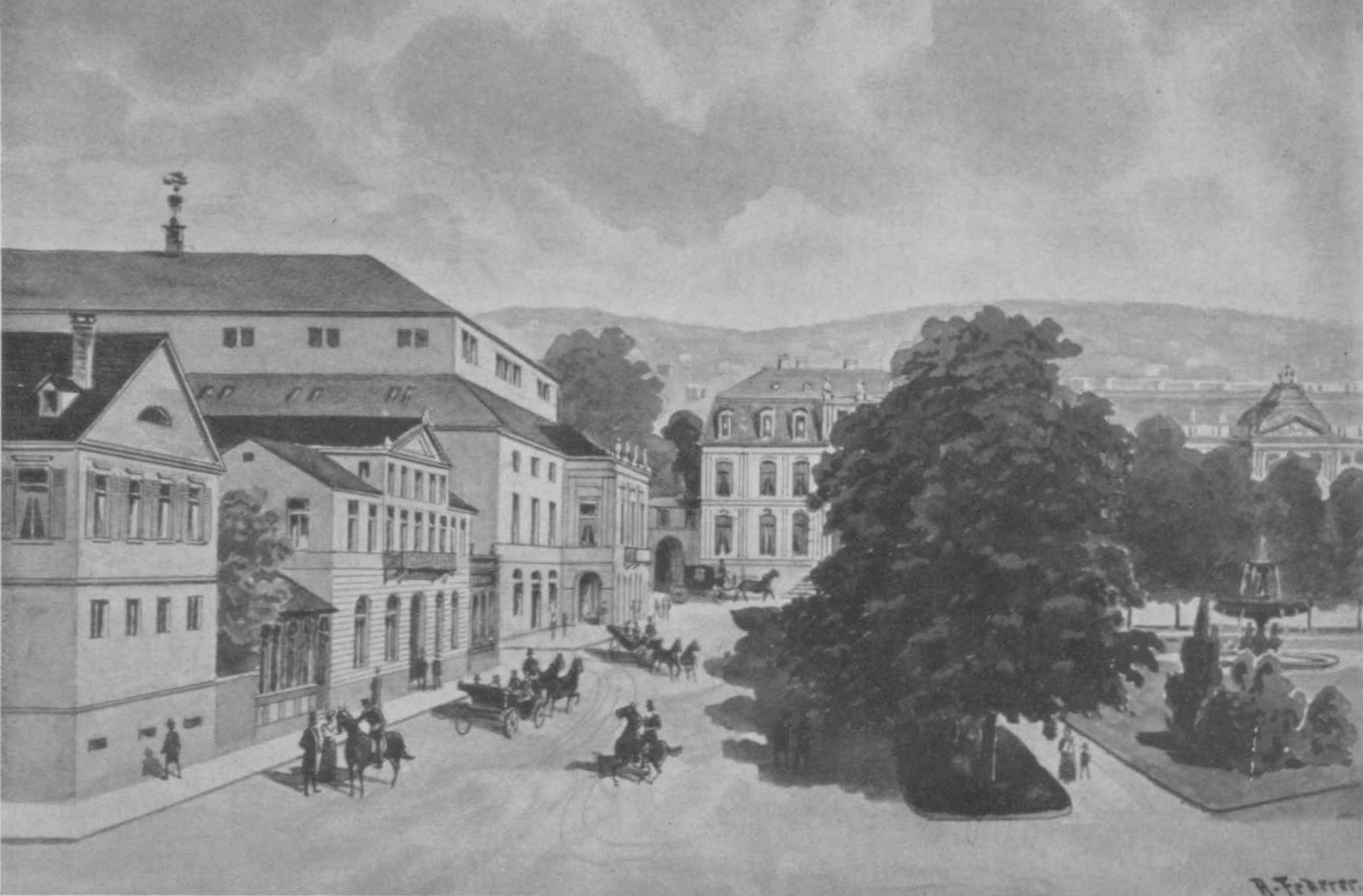
Café Marquardt, Hoftheater und Neues Schloss in Stuttgart. → Bildkommentar

Das Café Marquardt, ab 1887 Café Bechtel, war seit 1844 ein beliebter gesellschaftlicher Treffpunkt am Schlossplatz in Stuttgart. Das Café ging aus zwei um 1808 erbauten Gebäuden hervor, dem Vellnagel-Haus und der Danneckerei. Nach dem Abbruch des Cafés 1893 wurde auf dem Grundstück der Olgabau errichtet, der im Zweiten Weltkrieg zerstört und durch einen Neubau ersetzt wurde.

## Geschichte

### Vellnagel-Haus
1807 schenkte König Friedrich von Württemberg seinem Haushofmeister Bartholomäus Frasinelli einen Bauplatz am Schlossplatz in Stuttgart. Auf dem Eckgrundstück an der Königstraße 9 neben der Domkirche St. Eberhard ließ sich Frasinelli von Nikolaus Friedrich von Thouret ein repräsentatives, zweistöckiges Haus erbauen. In den 1830er Jahren erwarb der Hofbankdirektor Johann Christian Carl von Vellnagel das Gebäude. Nach ihm wurde es Vellnagel-Haus genannt.
| - Domkirche St. Eberhard, Vellnagel-Haus, Danneckerei und Hoftheater, 1813. → Bildkommentar | - Danneckerei, links Vellnagel-Haus, hinten Turm der Domkirche St. Eberhard, 1868. |

### Danneckerei
Johann Heinrich Dannecker, ein Bildhauer von internationalem Ruf, war um die Wende zum 19. Jahrhundert der ungekrönte König unter den Stuttgarter Künstlern. König Friedrich schenkte ihm einen Bauplatz am Schlossplatz neben Frasinellis Grundstück. Danneckers Haus wurde nach seinen Plänen an der Bolzstraße zwischen dem Vellnagel-Haus und dem Hoftheater erbaut und im Mai 1808 eingeweiht. Das „Danneckerei“ genannte zweistöckige, siebenachsige Gebäude diente als Wohnhaus, Atelier, Museum und Kunstschule und wurde schnell berühmt. Dannecker empfing in seinem Haus viele Honoratioren, Adlige und Künstler, darunter Künstler von internationalem Ruf wie Antonio Canova und Bertel Thorvaldsen. 1815 stattete sogar König Friedrich mit Zar Alexander der Danneckerei einen Besuch ab.

### Café Marquardt
Nach Danneckers Tod 1841 übernahm der Gastwirt Hermann 1842 die Danneckerei und richtete das Café Hermann ein. 1844 erwarb Johann Christian Marquardt das Café Hermann und das Vellnagel-Haus. Er und sein Sohn Ludwig Marquardt betrieben drei Jahrzehnte lang in den beiden Gebäuden das Café Marquardt. An der Königstraße gegenüber dem Café Marquardt errichtete Johann Christian Marquardts Bruder Wilhelm Marquardt 1855 das Hotel Marquardt, das jahrzehntelang als erstes Haus am Platze galt.
Der literarische Verein „Die Glocke“ tagte seit seiner Gründung 1843 im Café Hermann. 1844 baute der Verein auf Aktien ein eigenes Vereinslokal im Garten des Cafés Hermann, das nun Café Marquardt hieß. Das Lokal bestand aus einem geräumigen Saalbau mit einer gewölbten Decke nach Art alter Glockenstuben.

### Café Bechtel

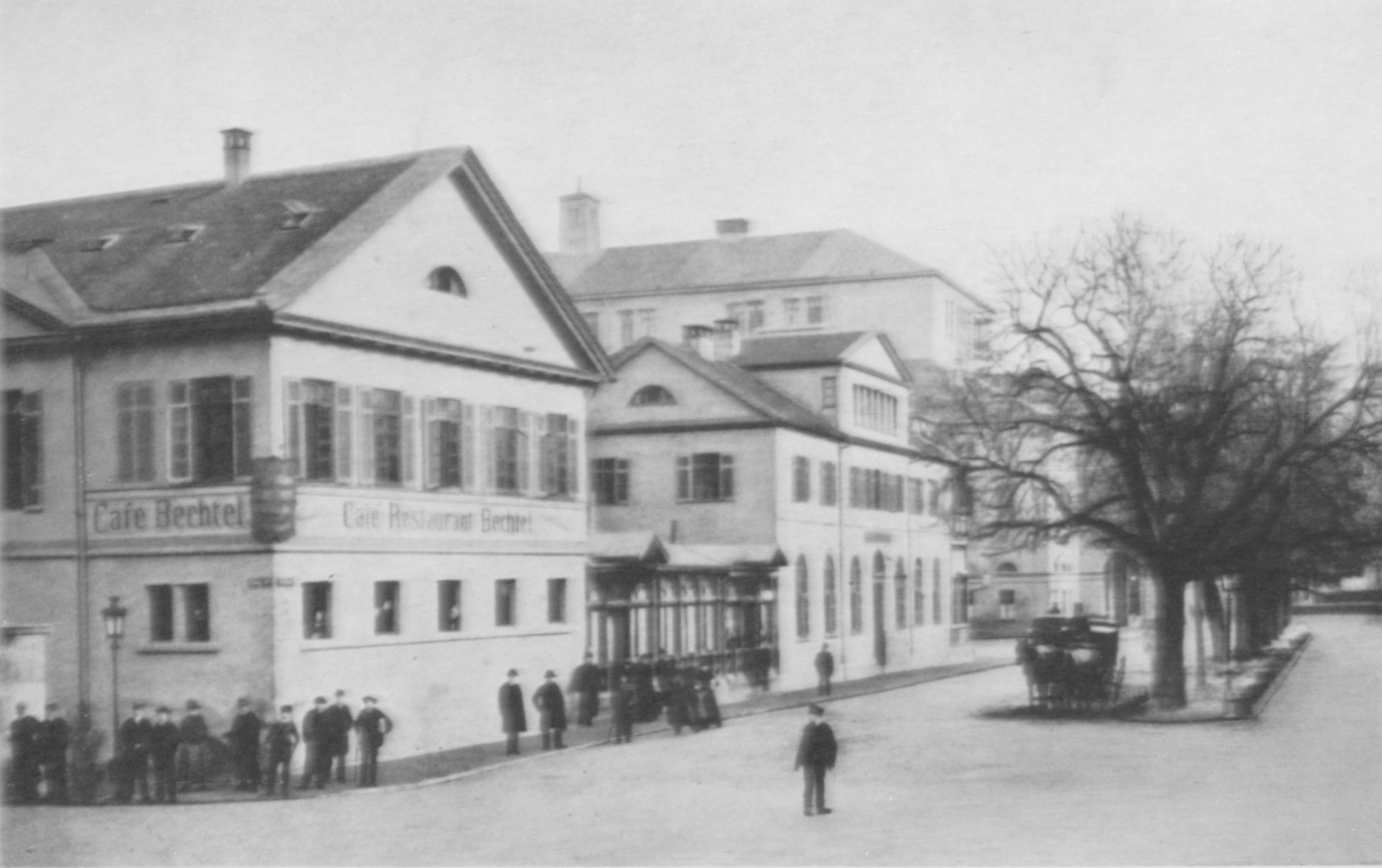
Café Bechtel, 1886, hinten: Hoftheater.

1887 verkaufte der Koch Theodor Bechtel sein Haus an der Kronprinzstraße 10, das seit drei Jahrzehnten in Familienbesitz war, und mietete das Café Marquardt, das er als Café Bechtel weiterführte. Nach dem Abriss der beiden Cafégebäude 1893 eröffnete Bechtel eine Konditorei und ein Café-Restaurant in der Schlossstraße 12/14 (heute Bolzstraße), die seine Frau Karoline Bechtel nach seinem Tod 1898 weiterführte.
Theodor Bechtel trat auch als Kochbuchautor hervor. Friederike Luise Löffler (1744–1805) hatte 1791 ein sehr erfolgreiches Kochbuch veröffentlicht, das von ihrer Tochter Henriette Huttenlocher geborene Löffler (1780–1848) fortgeführt wurde. 1883 gab Theodor Bechtel eine überarbeitete Fassung des Kochbuchs heraus, die sein Sohn Eugen Bechtel, der ebenfalls Koch war, ab 1897 weiterführte.
Im Vorwort zu den Kochbüchern versäumten es Vater und Sohn nicht, auf ihre langjährige Expertise als Köche hinzuweisen. Theodor Bechtel verfügte über eine „langjährige Erfahrung als praktischer Koch im Hotel Klumpp zum Bären im Wildbad und seit 25 Jahren als ausübender Koch in Stuttgart“. Eugen Bechtel rühmte sich seiner Tätigkeit „als Volontär in der königlichen Hofküche in Stuttgart“, als Küchenmeister „in den ersten Herrschaftshäusern“ und als Koch und Küchenchef „in den feinsten Hotels und Restaurants“.

### Olgabau
1893 wurden die beiden Cafégebäude abgebrochen. An ihrer Stelle wurde 1893–1895 der neobarocke Königin-Olga-Bau errichtet, der im Zweiten Weltkrieg schwer beschädigt und 1950–1954 durch einen Neubau ersetzt wurde.